# Kamerunische Fußballnationalmannschaft
Die kamerunische Fußballnationalmannschaft ist die Fußballauswahl der Fédération Camerounaise de Football, dem Fußballverband des afrikanischen Landes Kamerun.
Die Mannschaft gewann fünfmal den Afrika-Cup, zuletzt im Jahr 2017. Ein weiterer Erfolg war das Erreichen des Viertelfinals der Weltmeisterschaft 1990.

## Geschichte

Altes Logo bis 2010

### Anfänge
Angeblich brachte der Fotograf Georges Goethe aus Sierra Leone, der in der kamerunischen Stadt Douala lebte, das Fußballspiel 1923 nach Kamerun. Die Fußballnationalmannschaft von Kamerun wurde im Jahr 1950 gegründet, nach einer Reise, die Offizielle vom 13. September bis zum 21. Oktober 1950 nach Frankreich unternommen hatten. Das erste Spiel gegen den französischen Amateurverein OGC Nizza verlor die Auswahl Kameruns mit 2:3.
Seit dem 31. Oktober 1972 wird die Nationalmannschaft auch offiziell als die „Unbezähmbaren Löwen“ bezeichnet. Kamerun richtete 1972 die Afrikameisterschaft aus.

### 1980er Jahre
1982 erreichte Kamerun erstmals die WM-Endrunde. Mit dem legendären Thomas N’Kono im Tor erkämpfte sich die Mannschaft drei Remis gegen Peru, Polen und Italien, doch zum Weiterkommen reichte es nicht: Kamerun schied aufgrund weniger geschossener Tore gegenüber dem späteren Weltmeister Italien aus.
1984 wurde die Mannschaft durch einen 3:1-Sieg über Nigeria erstmals Afrikameister. Bei der Afrikameisterschaft 1986 erreichten die Kameruner ebenfalls das Finale, unterlagen aber dem Gastgeber aus Ägypten im Elfmeterschießen. Der zweite Titel wurde 1988 wiederum durch einen Sieg über Nigeria (1:0) errungen.

### 1990er Jahre
Die kamerunische Nationalmannschaft war das erste afrikanische Land, das ein Viertelfinale bei einer Fußball-Weltmeisterschaft erreichte. Bei der WM 1990 verlor die Auswahl aus Kamerun erst in der Verlängerung gegen England. Schon beim Eröffnungsspiel gewann die Mannschaft überraschend 1:0 gegen den Titelverteidiger Argentinien.
Das Selbstbewusstsein der Kameruner erhielt einen Dämpfer, als überraschend die Teilnahme am Afrika-Cup 1994 verpasst wurde. Der Franzose Henri Michel wurde neuer Nationaltrainer und erreichte die Qualifikation zur Weltmeisterschaft.
Nach einem Unentschieden gegen Schweden und einer klaren Niederlage gegen Brasilien unterlag Kamerun auch im letzten Spiel gegen Russland. Der Russe Oleg Salenko schoss beim 6:1-Sieg seiner Mannschaft fünf Tore. Der zwischenzeitliche 1:3-Treffer wurde vom eingewechselten Roger Milla geschossen, der damit einen Schlusspunkt unter seine Karriere setzte und gleichzeitig zum ältesten WM-Torschützen aller Zeiten wurde. Trotz des 6:1 schied Russland zusammen mit Kamerun aus dem Turnier aus.
Bei der Afrikameisterschaft 1996 kam Kamerun nicht über die Vorrunde hinaus. Auch bei der Weltmeisterschaft 1998 enttäuschte die Mannschaft und kam nicht über Unentschieden gegen Österreich und Chile hinaus.

### 2000er Jahre
2002 konnte Kamerun den Erfolg der Afrikameisterschaft zwei Jahre zuvor wiederholen: In Mali verteidigte die Mannschaft von Trainer Winfried Schäfer ihren Titel und blieb dabei in sechs Spielen ohne Gegentor. Patrick M’Boma und Salomon Olembé wurden mit jeweils drei Treffern Torschützenkönige des Turniers, wobei sie sich den Titel mit dem Nigerianer Julius Aghahowa teilten, der ebenfalls drei Mal traf.
Bei der Weltmeisterschaft in Japan und Südkorea konnte Kamerun zum wiederholten Mal keinen Erfolg erringen: Obwohl die Mannschaft kurz zuvor noch zum „Team des Jahrhunderts“ gewählt worden war, gelang nur ein Sieg gegen Saudi-Arabien. Das 0:2 gegen den späteren Finalisten Deutschland bedeutete das Aus. Im Folgejahr erreichte Kamerun jedoch das Finale des Confed-Cups, nachdem man u. a. den amtierenden Weltmeister Brasilien geschlagen hatte und wurde erst durch ein Golden Goal von Frankreich auf Platz 2 verwiesen.

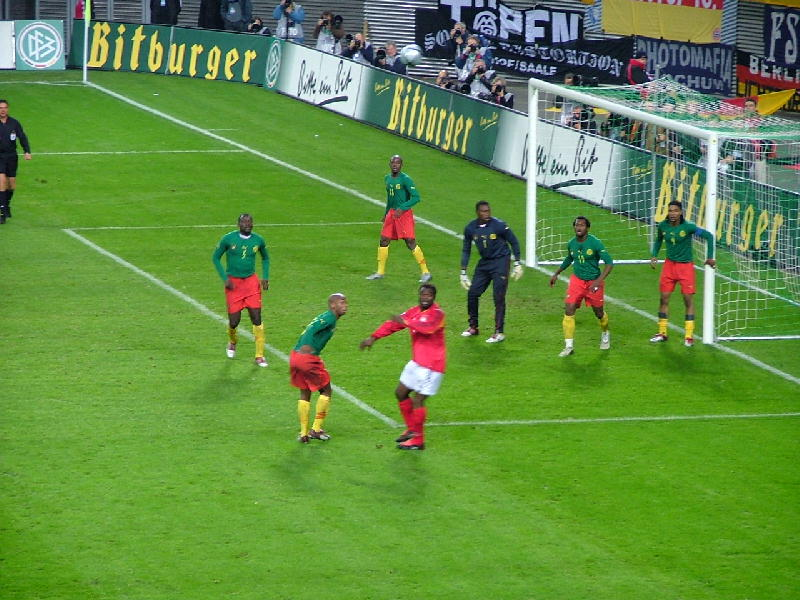
Kamerun gegen Deutschland 2004

2004 schied Kamerun im Viertelfinale des Afrika-Cups aus. Im November des Jahres trat Trainer Schäfer wegen Streitereien um Prämienzahlungen und auch wegen sportlicher Erfolglosigkeit von seinem Amt zurück. Sein Nachfolger wurde Artur Jorge.
Die Qualifikation für die WM 2006 verpasste Kamerun aufgrund eines verschossenen Elfmeters des Spielers Pierre Womé im Spiel gegen Ägypten. Womé, dessen Haus in Mailand von Fans verwüstet wurde, trat daraufhin aus der Nationalmannschaft zurück. Trainer Artur Jorge wurde entlassen, sein Nachfolger wurde der Niederländer Arie Haan.
Beim Afrika-Cup 2006 scheiterte Kamerun erneut im Viertelfinale. In einem dramatischen Spiel gegen die Elfenbeinküste verschoss ausgerechnet Samuel Eto’o einen entscheidenden Elfmeter, und Kamerun unterlag mit 11:12 im Elfmeterschießen. Eto’o hatte in der Vorrunde noch fünf Tore geschossen. Obwohl er nur vier Spiele absolvierte, wurde er am Ende auch alleiniger Torschützenkönig des Turniers.
Beim Afrika-Cup 2008 steigerte sich Kamerun nach schwachem ersten Gruppenspiel in der Vorrunde gegen Ägypten (2:4 nach 0:3-Halbzeitrückstand) im Laufe des Turniers und erreichte das Endspiel. Dort traf die von dem Deutschen Otto Pfister trainierte Mannschaft erneut auf Ägypten und unterlag mit 0:1. Wie bereits zwei Jahre zuvor wurde Samuel Eto’o mit fünf ausschließlich in der Vorrunde erzielten Treffern alleiniger Torschützenkönig.
Beim Afrika-Cup 2010 verlor Kamerun das erste Spiel überraschend mit 0:1 gegen Gabun und auch im zweiten Spiel gegen Sambia geriet die Mannschaft früh in Rückstand. Nach einer Stunde gelang Geremi Njitap der Ausgleich und vier Minuten später Samuel Eto’o die 2:1-Führung. Nach dem zwischenzeitlichen Ausgleich durch einen Foulelfmeter konnte Mohamadou Idrissou in der 86. Minute den Sieg sichern. Im letzten Gruppenspiel konnten die Kameruner zweimal die Führung der Tunesier ausgleichen und erreichten so als Gruppenzweiter das Viertelfinale gegen Ägypten. In diesem Spiel steigerte Eto’o seinen Torrekord bei Afrikameisterschaften auf 18 Tore. Durch ein Eigentor von Ahmed Hassan, der eine Ecke von Achille Emana ins eigene Tor verlängerte, konnten sie in Führung gehen, mussten aber noch in der ersten Halbzeit den Ausgleich durch Hassan hinnehmen. In der zweiten Halbzeit fielen keine Tore, so dass das Spiel in der Verlängerung entschieden werden musste. Nach einem Rückpass von Geremi Njitap konnte der Ägypter Mohamed Nagy bereits in der 92. Minute das vorentscheidende Tor erzielen, ein Wembley-Tor von Ahmed Hassan zum 1:3 besiegelte das Ausscheiden Kameruns, das zu mehr als 20 Eckbällen aber keinem weiteren Tor kam. Das Ausscheiden im Viertelfinale hatte auch zur Folge, dass Kamerun in der FIFA-Rangliste im Februar 2010 seinen Platz als beste afrikanische Mannschaft an Ägypten verlor und in der Kontinentalwertung noch hinter Nigeria auf Rang 3 zurückfiel. Im April 2010 konnte Kamerun aber wieder an Nigeria vorbeiziehen.

### 2010er Jahre
Bei der Weltmeisterschaft 2010 in Südafrika verlor Kamerun alle drei Gruppen-Spiele gegen Japan, Dänemark und die Niederlande und schied damit bereits in der Vorrunde aus.
Auch bei der WM 2014 schied die Mannschaft nach drei verlorenen Spielen gegen Mexiko (0:1), Kroatien (0:4) und den Gastgeber Brasilien (1:4) bereits in der Vorrunde aus.

## Trikot
Die Nationalmannschaft von Kamerun erschien zum Afrika-Cup 2004 in einem neu entworfenen, körperbetonenden Einteiler. Als Designelement waren über den Bauchmuskeln Spuren von Löwenklauen eingenäht.
Die Fifa sah dies jedoch als Verstoß gegen die eigenen Regeln, wonach die Sportkleidung aus einem Trikot und einer Hose bestehen muss. Gegen Kamerun wurde eine Strafe von CHF 200.000 verhängt, und für die kommende Qualifikation zur WM 2006 zog man ihm sechs Punkte ab. Der Punktabzug wurde jedoch später von der Fifa wieder zurückgenommen.
Zum Afrika-Cup 2002, bei dem Kamerun den Titel holte, war die Mannschaft mit neuartigen, ärmellosen Trikots angetreten, die dann auch zur Fußball-Weltmeisterschaft 2002 getragen werden sollten. Jedoch hatte die FIFA Einwände und Kamerun war letztlich gezwungen, auf die ärmellosen Jerseys zu verzichten. Als Kompromiss ließ man dann schwarze Ärmel aus dünnem Netzstoff einnähen, die optisch kaum zu sehen waren, aber eben den Vorschriften der FIFA offiziell Genüge taten.

## Turniere

### Teilnahmen an Olympischen Spielen
| 1900 bis 1964        | nicht teilgenommen |
| 1968 in Mexiko-Stadt | nicht qualifiziert |
| 1972 in München      | nicht qualifiziert |
| 1976 in Montreal     | nicht teilgenommen |
| 1980 in Moskau       | nicht teilgenommen |
| 1984 in Los Angeles  | Vorrunde           |
| 1988 in Seoul        | nicht qualifiziert |

Nach 1988 hat die A-Nationalmannschaft nicht mehr an den Olympischen Spielen und den Qualifikationsspielen dazu teilgenommen. Die Olympiamannschaft konnte sich für die Spiele in Sydney qualifizieren und wurde als zweite afrikanische Mannschaft Olympiasieger. Dabei wurde erstmals das olympische Finale im Elfmeterschießen entschieden. 2008 schied die Olympiamannschaft im Viertelfinale gegen den späteren Dritten Brasilien aus.

### Fußball-Weltmeisterschaft
Kamerun konnte sich von den afrikanischen Mannschaften am häufigsten (8-mal) für die WM-Endrunde qualifizieren. Bei der ersten Teilnahme 1982 schied die Mannschaft ungeschlagen nach der Vorrunde aus. Bei der zweiten Teilnahme 1990 gelang im Eröffnungsspiel ein Sieg gegen Weltmeister Argentinien und als erste afrikanische Mannschaft wurde das Viertelfinale erreicht. Danach wurde die Vorrunde aber nicht mehr überstanden.
| Jahr | Gastgeberland  | Teilnahme bis …    | Letzte(r) Gegner                   | Ergebnis | Trainer                           | Bemerkungen und Besonderheiten |
| ---- | -------------- | ------------------ | ---------------------------------- | -------- | --------------------------------- | --- |
| 1930 | Uruguay        | nicht teilgenommen |                                    |          |                                   | Kein selbständiger Staat |
| 1934 | Italien        | nicht teilgenommen |                                    |          |                                   | Kein selbständiger Staat |
| 1938 | Frankreich     | nicht teilgenommen |                                    |          |                                   | Kein selbständiger Staat |
| 1950 | Brasilien      | nicht teilgenommen |                                    |          |                                   | Kein selbständiger Staat |
| 1954 | Schweiz        | nicht teilgenommen |                                    |          |                                   | Kein selbständiger Staat |
| 1958 | Schweden       | nicht teilgenommen |                                    |          |                                   | Kein selbständiger Staat |
| 1962 | Chile          | nicht teilgenommen |                                    |          |                                   | Kein FIFA-Mitglied |
| 1966 | England        | zurückgezogen      |                                    |          |                                   | Alle 15 afrikanischen Mannschaften zogen sich aus der Qualifikation zurück, da die FIFA den Mannschaften aus Afrika, Asien und Ozeanien nur einen Endrundenplatz zugestand.                                                                                                  |
| 1970 | Mexiko         | nicht qualifiziert |                                    |          |                                   | In der Qualifikation in der 1. Runde an Nigeria gescheitert, das sich aber ebenfalls nicht qualifizieren konnte. |
| 1974 | Deutschland    | nicht qualifiziert |                                    |          |                                   | In der Qualifikation in der 2. Runde an Zaire gescheitert. |
| 1978 | Argentinien    | nicht qualifiziert |                                    |          |                                   | In der Qualifikation in der 1. Runde an der Republik Kongo gescheitert, die sich aber ebenfalls nicht qualifizieren konnte. |
| 1982 | Spanien        | Vorrunde           | Peru, Polen, Italien               | 17.      | Jean Vincent                      | Nach 3 Unentschieden auf Grund der weniger erzielten Tore als Gruppendritter ausgeschieden. |
| 1986 | Mexiko         | nicht qualifiziert |                                    |          |                                   | In der Qualifikation im Viertelfinale an Sambia gescheitert, das sich aber ebenfalls nicht qualifizieren konnte. |
| 1990 | Italien        | Viertelfinale      | England                            | 7.       | Waleri Kusmitsch Nepomnjaschtschi | Sieg im Eröffnungsspiel gegen den amtierenden Weltmeister Argentinien, Kamerun erreicht als 1. afrikanische Mannschaft das Viertelfinale einer WM, verliert dort aber nach 2:1-Führung mit 2:3 n. V. gegen England.                                                          |
| 1994 | USA            | Vorrunde           | Schweden, Brasilien, Russland      | 22.      | Henri Michel                      | Nach einem Remis gegen den späteren Dritten Schweden, sowie Niederlagen gegen den späteren Weltmeister Brasilien und Russland als Gruppenletzter ausgeschieden. |
| 1998 | Frankreich     | Vorrunde           | Österreich, Italien, Chile         | 25.      | Claude Le Roy                     | Nach 2 Remis gegen Österreich und Chile und einer Niederlage gegen Italien als Gruppenletzter ausgeschieden. |
| 2002 | Südkorea/Japan | Vorrunde           | Irland, Saudi-Arabien, Deutschland | 20.      | Winfried Schäfer                  | Nach Remis gegen Irland, Sieg gegen Saudi-Arabien und Niederlage gegen den späteren Vizeweltmeister Deutschland als Gruppendritter ausgeschieden. |
| 2006 | Deutschland    | nicht qualifiziert |                                    |          |                                   | In der Qualifikation in der 2. Runde an der Elfenbeinküste gescheitert. |
| 2010 | Südafrika      | Vorrunde           | Japan, Dänemark, Niederlande       | 31.      | Paul Le Guen                      | Ohne Punkte als Gruppenletzter ausgeschieden. |
| 2014 | Brasilien      | Vorrunde           | Mexiko, Kroatien, Brasilien        | 32.      | Volker Finke                      | Ohne Punkte als Gruppenletzter ausgeschieden. |
| 2018 | Russland       | nicht qualifiziert |                                    |          |                                   | In der zweiten Runde der CAF-Qualifikation hatte Kamerun nach vier von sechs Spielen schon keine Chance mehr sich für die WM-Endrunde zu qualifizieren. |
| 2022 | Katar          | Vorrunde           | Schweiz, Serbien, Brasilien        | 19.      | Rigobert Song                     | In der dritten Runde der CAF-Qualifikation konnte sich Kamerun gegen Algerien durchsetzen und qualifizierte sich somit für die Weltmeisterschaft in Katar. Nach Niederlage gegen die Schweiz, Remis gegen Serbien und Sieg gegen Brasilien als Gruppendritter ausgeschieden. |

### Afrika-Cup
| Turnier                            | Abschneiden        |
| ---------------------------------- | ------------------ |
| 1957 im Sudan                      | nicht teilgenommen |
| 1959 in Ägypten                    | nicht teilgenommen |
| 1962 in Äthiopien                  | nicht teilgenommen |
| 1963 in Ghana                      | nicht teilgenommen |
| 1965 in Tunesien                   | nicht teilgenommen |
| 1968 in Äthiopien                  | nicht qualifiziert |
| 1970 im Sudan                      | Vorrunde           |
| 1972 in Kamerun                    | 3. Platz           |
| 1974 in Ägypten                    | nicht qualifiziert |
| 1976 in Äthiopien                  | nicht qualifiziert |
| 1978 in Ghana                      | nicht qualifiziert |
| 1980 in Nigeria                    | nicht qualifiziert |
| 1982 in Libyen                     | Vorrunde           |
| 1984 in der Elfenbeinküste         | Sieger             |
| 1986 in Ägypten                    | 2. Platz           |
| 1988 in Marokko                    | Sieger             |
| 1990 in Algerien                   | Vorrunde           |
| 1992 im Senegal                    | 4. Platz           |
| 1994 in Tunesien                   | nicht qualifiziert |
| 1996 in Südafrika                  | Vorrunde           |
| 1998 in Burkina Faso               | Viertelfinale      |
| 2000 in Ghana/Nigeria              | Sieger             |
| 2002 in Mali                       | Sieger             |
| 2004 in Tunesien                   | Viertelfinale      |
| 2006 in Ägypten                    | Viertelfinale      |
| 2008 in Ghana                      | 2. Platz           |
| 2010 in Angola                     | Viertelfinale      |
| 2012 in Äquatorialguinea und Gabun | nicht qualifiziert |
| 2013 in Südafrika                  | nicht qualifiziert |
| 2015 in Äquatorialguinea           | Vorrunde           |
| 2017 in Gabun                      | Sieger             |
| 2019 in Ägypten                    | Achtelfinale       |
| 2022 in Kamerun                    | 3. Platz           |
| 2024 in der Elfenbeinküste         | Achtelfinale       |
| 2025 in Marokko                    | qualifiziert       |

### Afrikanische Nationenmeisterschaft
- 2009: nicht qualifiziert
- 2011: Viertelfinale
- 2014: nicht qualifiziert
- 2016: Viertelfinale
- 2018: Vorrunde
- 2020: Vierter Platz (Gastgeber) (Turnier wegen der COVID-19-Pandemie in den Januar 2021 verlegt)
- 2023: qualifiziert

## Kader
Für den Kader bei der Fußball-Weltmeisterschaft 2022, siehe:

## Rekordspieler
Stand: 19. November 2024
| Rekordspieler | Rekordspieler            | Rekordspieler     | Rekordspieler | Rekordspieler |
| Spiele        | Spieler                  | Position          | Zeitraum      | Tore          |
| ------------- | ------------------------ | ----------------- | ------------- | ------------- |
| 137           | Rigobert Song            | Abwehr            | 1993–2010     | 5             |
| 118           | Samuel Eto’o             | Angriff           | 1997–2014     | 56            |
| 118           | Geremi Njitap            | Abwehr/Mittelfeld | 1996–2010     | 13            |
| 108           | Vincent Aboubakar        | Angriff           | seit 2010     | 42            |
| 102           | Emmanuel Kundé           | Abwehr            | 1982–1990     | 17            |
| 81            | Nicolas N’Koulou         | Abwehr            | 2008–2017     | 2             |
| 80            | Jacques Songo’o          | Tor               | 1983–1976     | 0             |
| 77            | Roger Milla              | Angriff           | 1973–1994     | 43            |
| 73            | François Omam-Biyik      | Angriff           | 1985–1998     | 26            |
| 73            | Eric Maxim Choupo-Moting | Angriff           | seit 2010     | 20            |
| 72            | Carlos Kameni            | Tor               | 2001–2019     | 0             |
| 69            | Pierre Womé              | Abwehr            | 1995–2012     | 1             |
| 68            | Jean Makoun              | Mittelfeld        | 2003–2014     | 5             |
| 68            | Stéphane Mbia            | Abwehr/Mittelfeld | 2006–2016     | 5             |
| 68            | Émile Mbouh              | Mittelfeld        | 1985–1994     | 3             |
| 67            | Salomon Olembé           | Mittelfeld        | 1997–2007     | 6             |
| 66            | Raymond Kalla            | Abwehr            | 1994–2006     | 2             |
| 66            | Louis-Paul M’Fédé        | Mittelfeld        | 1984–1994     | 8             |
| 63            | Frank Anguissa           | Mittelfeld        | seit 2017     | 5             |
| 63            | Thomas N’Kono            | Tor               | 1975–1990     | 0             |
| 63            | Stephen Tataw Eta        | Abwehr            | 1986–1994     | 3             |

Quelle: Cameroon – Record International Players (Stand: 19. November 2024)

## Bekannte Spieler
- Roger Milla (1978–1994), spielte bei drei Weltmeisterschaften für Kamerun: 1982, 1990 und 1994. Er erzielte bei der WM 1994 im Alter von 42 Jahren, einem Monat und acht Tagen ein Tor und ist damit der älteste Schütze eines WM-Tores aller Zeiten.
- Thomas N’Kono (1975–1994), ist eine Torwartlegende der 1980er Jahre. Er spielte bei der Weltmeisterschaft 1982 für die Nationalelf, wo er in drei Spielen nur ein Gegentor kassierte, und sieben Jahre für Espanyol Barcelona. 1988 stand er im Finale des UEFA-Cups. Heute ist er Torwarttrainer bei Espanyol, wo auch der spätere Nationalkeeper Carlos Kameni spielte.

## Bekannte Trainer
| Zeitraum  | Trainer                              |
| --------- | ------------------------------------ |
| 1965–1970 | Dominique Colonna                    |
| 1970      | Raymond Fobete und Dominique Colonna |
| 1970–1973 | Peter Schnittger                     |
| 1973–1975 | Vladimir Beara                       |
| 1976–1979 | Ivan Ridanović                       |
| 1980–1982 | Branko Žutić                         |
| 1982      | Jean Vincent                         |
| 1982–1984 | Radivoje Ognjanović                  |
| 1985–1988 | Claude Le Roy                        |
| 1988–1990 | Waleri Nepomnjaschtschi              |
| 1991–1992 | Philippe Redon                       |
| 1993–1994 | Jean Manga-Onguéné                   |
| 1994      | Léonard Nseké                        |
| 1994      | Henri Michel                         |
| 1994–1996 | Jules Nyongha                        |
| 1996–1997 | Henri Depireux                       |
| 1997–1998 | Jean Manga-Onguéné                   |
| 1998      | Claude Le Roy                        |
| 1999–2001 | Pierre Lechantre                     |
| 2001      | Jean-Paul Akono                      |
| 2001–2004 | Winfried Schäfer                     |
| 2004–2006 | Artur Jorge                          |
| 2006–2007 | Arie Haan                            |
| 2007–2009 | Otto Pfister                         |
| 2009      | Thomas N’Kono                        |
| 2009–2010 | Paul Le Guen                         |
| 2010–2011 | Javier Clemente                      |
| 2011–2012 | Denis Lavagne                        |
| 2012–2013 | Jean-Paul Akono                      |
| 2013–2015 | Volker Finke                         |
| 2015–2016 | Alexandre Belinga (interim)          |
| 2016–2017 | Hugo Broos                           |
| 2018      | Rigobert Song                        |
| 2018      | Alexandre Belinga (interim)          |
| 2018–2019 | Clarence Seedorf                     |
| 2019–2022 | António Conceiçao                    |
| 2022–2024 | Rigobert Song                        |
| 2024–     | Marc Brys                            |